# محمد النور موسى
محمد النور موسى، لاعب كرة قدم سعودي راحل. 

## مسيرته الرياضية
مثل الهلال السعودي في بداية السبعينات الميلاديه وكان تسجيله في نادي الهلال عن طريق صديقه النجم الهلالي مبارك عبد الكريم نجم الكرة السعودية في الخمسينات والستينات الميلاديه مقابل اربعين الف ريال تكفل بها آنذاك الأمير عبد الله بن ناصر بن عبد العزيز (عضو شرف الهلال تلك الفترة) من ناديه الاتحاد الذي عاد إليه بعد عدة سنوات من لعبه للهلال بعد تنازل الهلال لشقيقه نادي الاتحاد تلك الفترة نظير العلاقات القوية التي كانت تربط رجالات الاتحاد بمؤسس الهلال رغم محاولات كبيرة من قبل نادي الوحدة لإنضامامه وكذلك النصر إلا أن الشيخ عبد الرحمن بن سعيد استجاب لطلب الاتحاد ورغبة اللاعب بالانتقال لجده نظيرا لاخلاصه للفانيلة الزرقاء طوال الفترة التي مثل الهلال بها. 
و قد كان يلعب مع منتخب السعودية لكرة القدم.

### كأس الخليج 1970
و قد سجل أول هدف لمنتخب السعودية لكرة القدم في تاريخ كأس الخليج، وكان في مرمى منتخب الكويت لكرة القدم، وقد سجل هدف في مرمى منتخب قطر لكرة القدم.

### كأس الخليج 1972
و قد سجل هدف في مرمى منتخب الكويت لكرة القدم، وقد سجل هدفين في مرمى منتخب قطر لكرة القدم.